# Comté de Jackson (Illinois)
Pour les articles homonymes, voir Jackson et Comté de Jackson.
Le comté de Jackson (en anglais : Jackson County) est un comté de l'État américain de l'Illinois.

## Comtés voisins
| Comté de Randolph | Comté de Perry   | Comté de Franklin   |
| Comté de Perry    | comté de Jackson | Comté de Williamson |
|                   | Comté de Union   |                     |

## Transports
- U.S. Highway 51
- Illinois Route 3
- Illinois Route 4
- Illinois Route 13
- Illinois Route 127
- Illinois Route 146